# Fontaine Dejean
La fontaine Dejean est une fontaine située au centre du petit square de la place Pasdeloup dans le 11e arrondissement de Paris, tout près du Cirque d'hiver.

## Historique
Elle est érigée en 1906. Sa réalisation est confiée à l'architecte Jean Camille Formigé, les sculptures sont de Charles-Louis Malric. Elle faisait partie d'un plan de construction de douze fontaines destinées à fournir de l'eau potable aux habitants, don de l'architecte François Eugène Dejean, mais seule celle-ci a vu le jour.

## Description

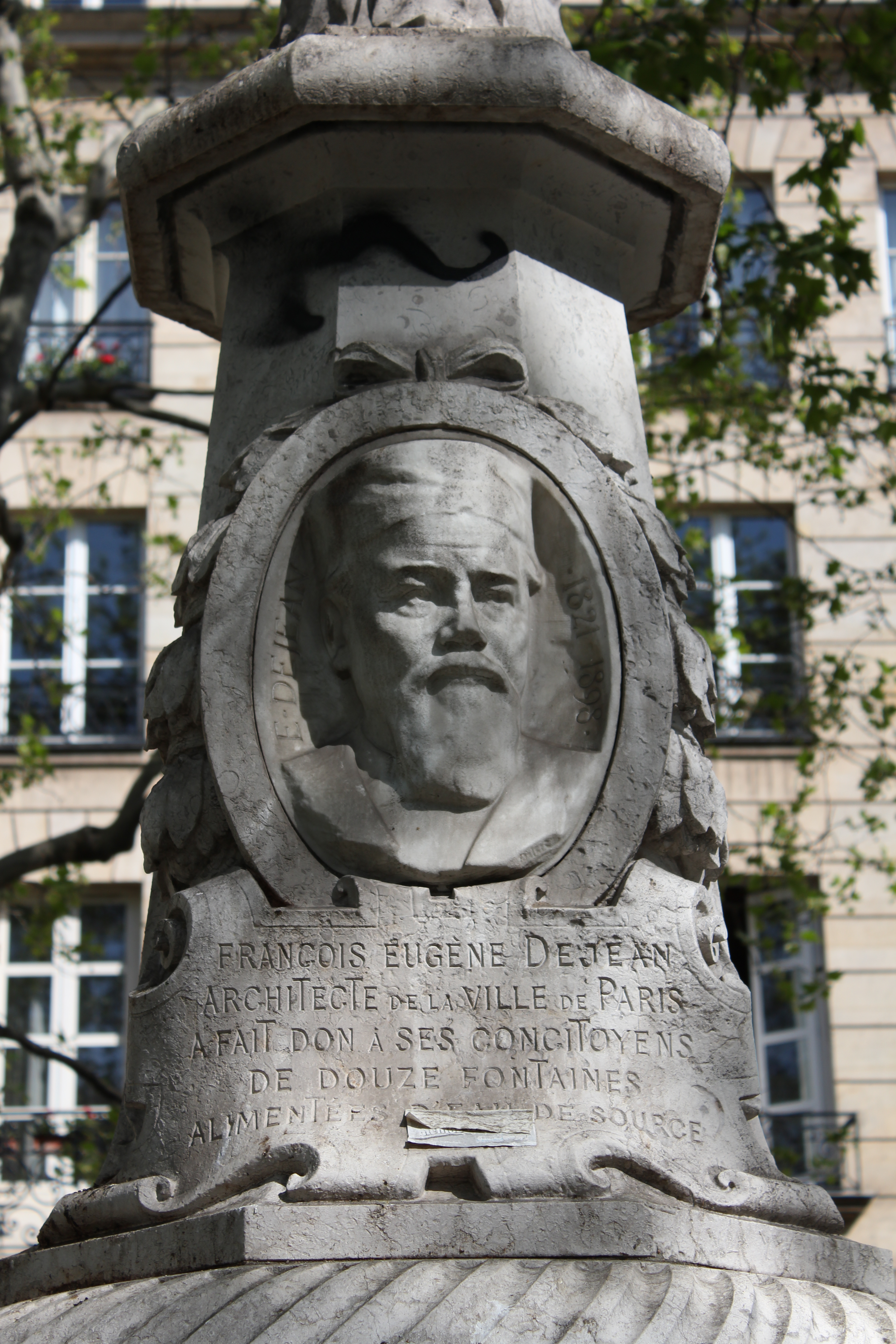
Médaillon et inscription de la fontaine Dejean.

Sur une base octogonale, s'élève un piédestal qui comporte à mi-hauteur deux vasques en forme de coquillage qui reçoivent des filets d'eau sortant de dauphins. Plus haut un médaillon et une inscription rendent hommage au donateur François Eugène Dejean (1821-1898). Au sommet, un pélican se perce le flanc de son bec. 
L'inscription est la suivante : « François Eugène Dejean, architecte de la Ville de Paris, a fait don à ses concitoyens de douze fontaines alimentées en eau de source ».